# Янг, Харрисон
Харрисон Ричард Янг (англ. Harrison Richard Young; 13 марта 1930, Порт-Гурон, Мичиган, США — 3 июля 2005, Лос-Анджелес, Калифорния) — американский актёр театра, кино и телевидения. Начал сниматься уже в пожилом возрасте, до этого выступая в театральных постановках.

## Биография
Родился 13 марта 1930 года в городе Порт-Гурон, штат Мичиган. Участвовал в Корейской войне в качестве лейтенанта американской армии. Начал актёрскую карьеру в Малом театре Порт-Гурона (англ. Port Huron Little Theater), в 1973 году переехал в Нью-Йорк, где получил главную роль в пьесе «Short Eyes» на Бродвее. В 1982 году приехал в Лос-Анджелес, где спустя некоторое время начал сниматься на телевидении и в кинофильмах.
Умер в 2005 году в возрасте 75 лет. Похоронен в родном городе.

## Фильмография
| Год  |   | Русское название                              | Оригинальное название               | Роль                  |
| ---- | - | --------------------------------------------- | ----------------------------------- | --------------------- |
| 1992 | ф | Музей восковых фигур 2: Затерянные во времени | Waxwork II: Lost in Time            | Джеймс Вестбурн       |
| 1992 | ф | Без ума от оружия                             | Guncrazy                            | отец Говарда          |
| 1996 | ф | Дети кукурузы 4: Сбор урожая                  | Children of the Corn: The Gathering | бродяга               |
| 1997 | ф | Игра                                          | The Game                            | сотрудник-подхалим    |
| 1998 | ф | Противоположность секса                       | The Opposite of Sex                 | медицинский эксперт   |
| 1998 | ф | Спасти рядового Райана                        | Saving Private Ryan                 | Джеймс Райан (старый) |
| 1998 | ф | Основные цвета                                | Primary Colors                      | Сэм                   |
| 1999 | ф | Взрыв из прошлого                             | Blast from the Past                 | пьяница               |
| 2000 | ф | Крокодил                                      | Crocodile                           | шериф Боуман          |
| 2002 | ф | Бабба Хо-Теп                                  | Bubba Ho-Tep                        | Булл Томас            |
| 2002 | ф | Кен Парк                                      | Ken Park                            | дедушка Тейта         |
| 2003 | ф | Дом 1000 трупов                               | House of 1000 Corpses               | Дональд «Дон» Уиллис  |
| 2005 | ф | Поцелуй навылет                               | Kiss Kiss Bang Bang                 | мистер Лейн           |